# Шлабрендорф, Эрнст Вильгельм
Эрнст Вильгельм фон Шлабрендо́рф (нем. Ernst Wilhelm von Schlabrendorf; 4 февраля 1719, Гробен, Людвигсфельде — 14 декабря 1769, Бреслау, Нижняя Силезия) — прусский государственный деятель.

## Биография

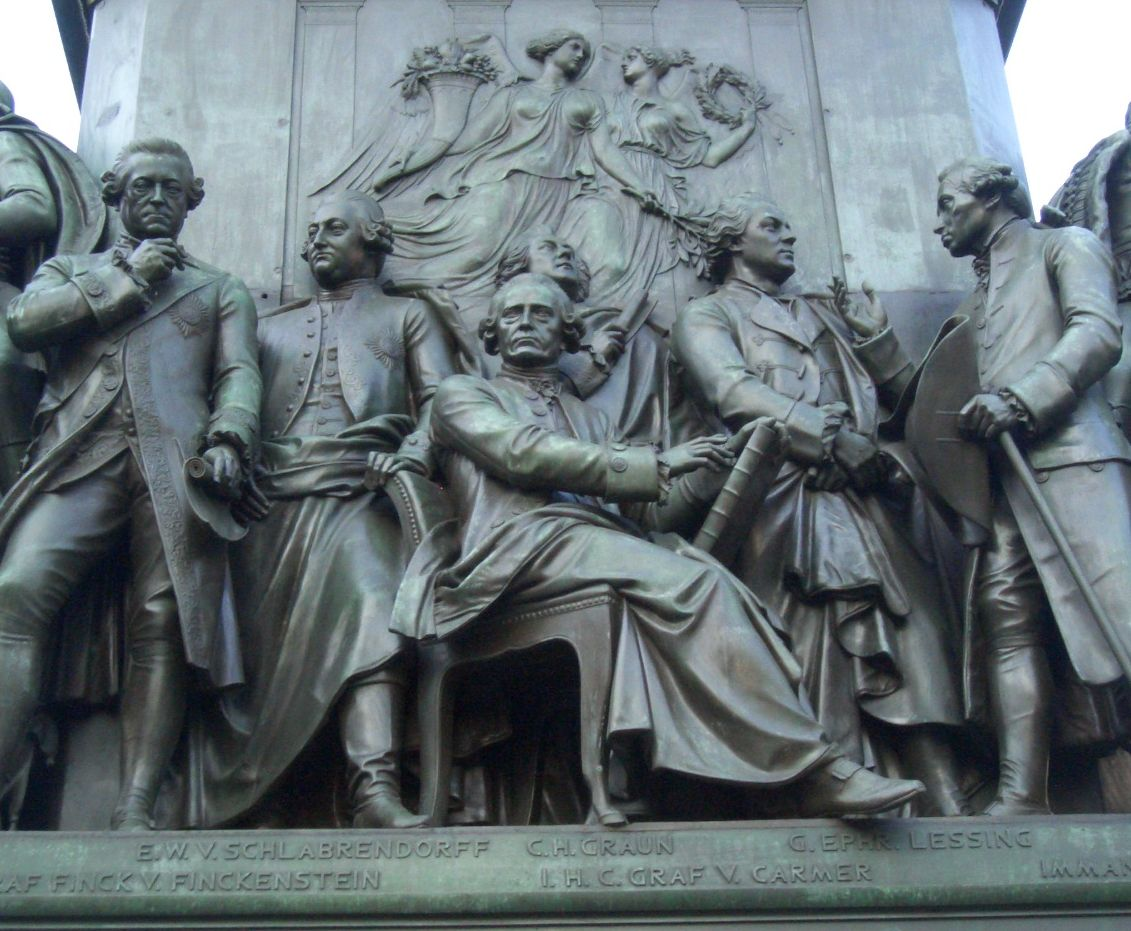
Шлабрендорф (второй слева) на цоколе памятника Фридриху II в Берлине

Получил домашнее образование, в 1728 году переехал к родственнику в район Тельтов. В 1731 году поступил в гимназию Йоахимштрассе в Берлине, после её окончания три года учился в Университете Галле. В июле 1740 года получил должность в военном совете Восточной Пруссии, в 1749 году совершил инспекционную поездку по Западной Померании, в 1754 году был назначен президентом Магдебургской палаты.
В 1755 году был назначен Фридрихом Великим министром по делам Силезии, занимал эту должность до смерти и, по оценкам, обнаружил редкий административный талант вместе с бескорыстием и беспристрастием, получив за свою работу несколько наград и подарков. Его разумное управление Силезией во время Семилетней войны ослабило её ужасы для этой провинции, а после войны дало возможность ей довольно скоро оправиться от разорения. Фридрих Великий высоко ценил Шлабрендорфа; дотация в 50 тыс. талеров дала ему возможность приобрести несколько крупных поместий в Силезии; вскоре после смерти Шлабрендорфа Фридрих пожаловал графский титул его семье.